# Чабић
Чабић (алб. Çabiqi) је насеље у општини Клина на Косову и Метохији. Атар насеља се налази на територији катастарске општине Чабић површине 873 ha. По хрисовуљама манастира Дечана из 1330. године, Чабићи су били највеће село у властелинству овог манастира. У то време имали су око 200 домаћинстава, свога златара, мачара, ковача и десет попова. Већ тада је у селу постојала црква Светог Петра. По турском попису из 1455. године у селу је било 67 српских домова, са попом на челу списка. У селу постоји новија црква Светог Николе. Њене фреске стилски припадају сликарству прве или друге половине 17. века. Деведесетих година 20. века албански терористи су више пута насилно отварали цркву и скрнавили је. У селу постоје два српска гробља.
Овде се налази Споменик природе „Брестово стабло у Чабићу“.

## Демографија
Насеље има албанску етничку већину.
Број становника на пописима:
- попис становништва 1948. године: 390
- попис становништва 1953. године: 440
- попис становништва 1961. године: 580
- попис становништва 1971. године: 714
- попис становништва 1981. године: 956
- попис становништва 1991. године: 1136